# Quần lót chữ G

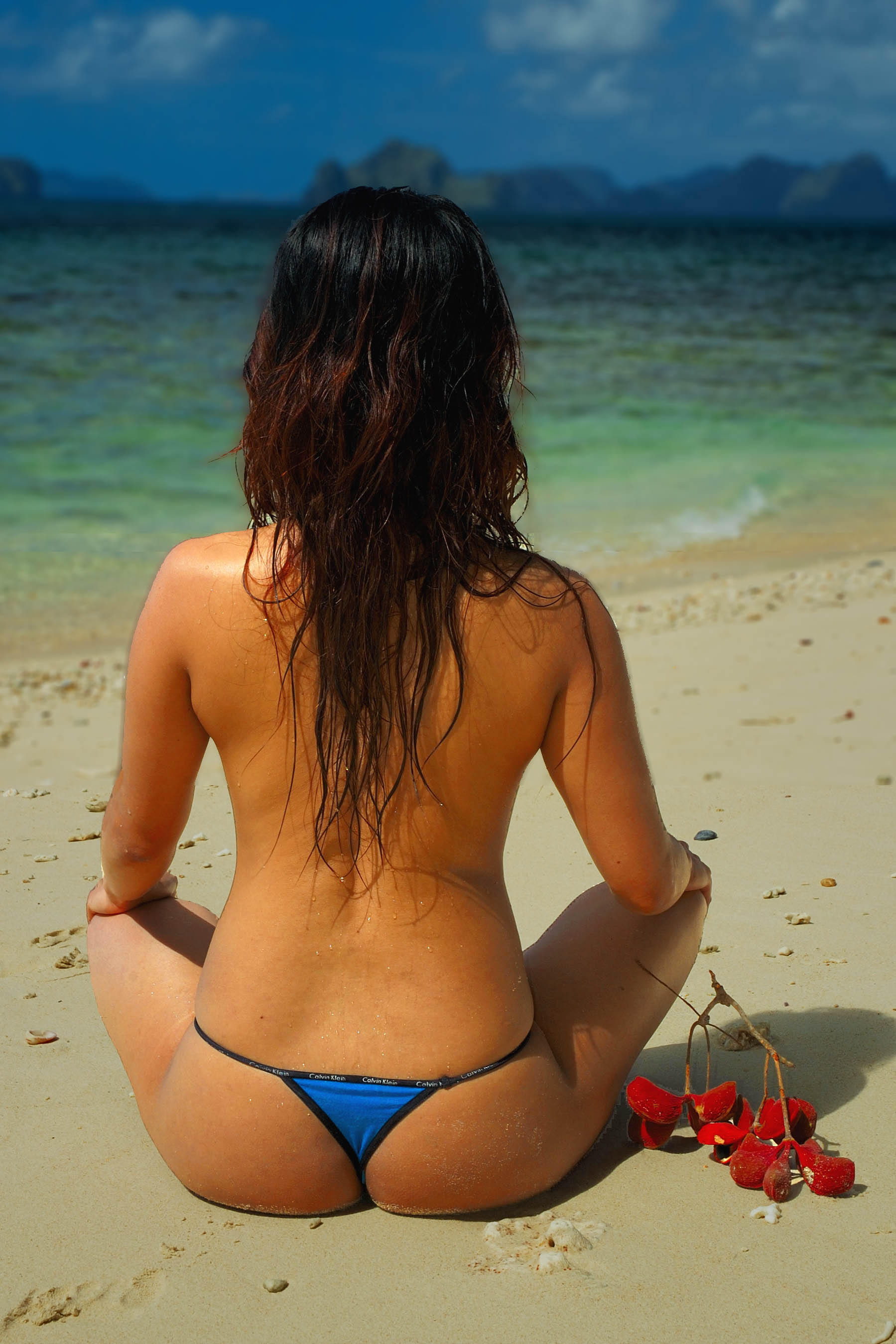
Một người mặc G-string

Quần lót chữ G hay G-string là một loại quần lót gồm một miếng vải, hoặc da hoặc chất dẻo, nhỏ để che phủ và giữ bộ phận sinh dục, có dây lọt giữa hai mông và được nối với dây quanh hông; G-string được cả nam lẫn nữ mặc như là đồ bơi hoặc đồ lót.